# David Phillips (personage)
David Phillips is een personage uit de Amerikaanse televisieserie CSI: Crime Scene Investigation. Hij wordt gespeeld door David Berman.
Phillips is de assistent-lijkschouwer van hoofdlijkschouwer Al Robbins. Hij kreeg zijn bijnaam Super Dave na het redden van het leven van een slachtoffer tijdens een autopsie. Hoewel in het begin van de serie de hoofdpersonen hem over zijn vermeende gebrek aan sociale ervaring plaagden, trouwde hij in het begin van het zevende seizoen. In het negende seizoen, aflevering "De Gone Dead Train", werd hij gepromoveerd tot 'Assistant Medical Examiner' en voert zijn eerste solo-autopsie uit.
Phillips' familie is joods, en in het tweede seizoen, aflevering "Felonious Monk", wordt verteld dat zijn vader een kolonel is op de Nellis Air Force Base. In de aflevering "Cats in de Cradle" wordt gezegd dat Phillips allergisch is voor katten. In seizoen 10 werd Phillips een van de hoofdpersonages.